# 教育権
教育権（きょういくけん）とは、教育の方法を決定し、教育を実施する権利である。基本的人権である教育を受ける権利、学習権とは区別される。

## 概要
子どもの有する教育を受ける権利に対応して、親権者、教師、または国のいずれかまたはすべての者には、子どもに教育を受けさせる責務が伴う。
教育権は、この、子どもに教育を受けさせる責務を果たすため、教育を受ける権利から生じる権能、権限である。
教育権じたいは、国家が個人の領域に対して介入することを排除する自由権、国家に対し弱者保護のため積極的な作為を求める社会権のいずれでもなく、人権ではない。国もその主体となりうる。

## 教育権の所在
教育権について争われている重要な問題は、その権能が誰にあるかである。大きく二つの立場が主張された。
- 国家の教育権：国が国民の信託を受け、教育内容について関与・決定する権限を持つ。
- 国民の教育権：国は、教育の諸条件の整備確立を行い、教育の直接の実施は、国でない主体（保護者や教師）が行う。

以上のどちらか一方のみに立つことは難しい。例えば前者の「国家の教育権」の観点は、その時々の政治的多数派に支配される議会、国会によって教育が左右されてよいのかという問題や，子どもの個性に応じた全人格的な教育を行うには必ずしも適さないなどの問題を導く。公立学校における国旗・国歌問題は前者の最たる例であり、内心の自由が政治的多数派によって脅かされるという問題を呈している。
後者の「国民の教育権」もまた十分ではなく、例えば，全国的な教育の機会均等をはかる要請には十分に答えられない。また、「国民」が積極的に教育権を行使することは考えにくいことから、「国民の教育権」という思想は（戦前に「天皇に統帥権があり統帥事項については内閣・議会の関与を受けない」として軍部が独走したように）教育の直接の実施に当たる教師が議会・内閣の制御から離れて独走する危険性もある。
よって現在、「教育権は、国と国民の両者に存する」とする両者の折衷説が有力である。旭川学力テスト事件において最高裁判所は、折衷説をとることを示し、学説においても折衷説は多数説となっている。